# Rumpet (Jaya)
Rumpet is een bestuurslaag in het regentschap Aceh Jaya van de provincie Atjeh, Indonesië. Rumpet telt 111 inwoners (volkstelling 2010).